# Krogulec białobrzuchy
Krogulec białobrzuchy (Tachyspiza albogularis) – gatunek średniej wielkości ptaka drapieżnego z rodziny jastrzębiowatych (Accipitridae). Zamieszkuje Oceanię – Wyspy Salomona i wschodni skraj Archipelagu Bismarcka. Nie jest zagrożony wyginięciem.

## Podgatunki i zasięg występowania
Wyróżnia się pięć podgatunków A. albogularis:
- T. albogularis albogularis G. R. Gray, 1870 – występujący na wyspach Makira i Santa Ana,
- T. albogularis eichhorni Hartert, 1926 – występujący na wyspach Feni (Archipelag Bismarcka),
- T. albogularis gilvus Mayr, 1945 – występujący w centrum archipelagu Salomona,
- T. albogularis sharpei (Oustalet, 1875) – występujący na wyspach Santa Cruz,
- T. albogularis woodfordi (Sharpe, 1888) – występujący na wyspach w archipelagu Salomona od Bougainville na północnym zachodzie do Guadalcanalu i Malaity na południowym wschodzie.

## Morfologia
Grzbiet jest ciemnoszary, klatka piersiowa, szyja i głowa czarne, brzuch i podbrzusze białe, woskówka żółtawa. Osobniki tego gatunku osiągają długość 32–36 cm.

## Ekologia i zachowanie
Krogulce białobrzuche żyją w otwartych lasach, ogrodach i na obrzeżach miast. Nie migrują, choć osobniki młodociane rozpraszają się z obszarów lęgowych.
Żywią się mniejszymi ptakami, jaszczurkami i owadami.

## Status
Międzynarodowa Unia Ochrony Przyrody (IUCN) uznaje krogulca białobrzuchego za gatunek najmniejszej troski (LC – least concern) nieprzerwanie od 1988 roku. Liczebność populacji, według szacunków, mieści się w przedziale 1000–10 000 osobników (czyli około 670–6700 osobników dorosłych). Trend liczebności populacji uznaje się za stabilny.